# Feritin
Feritin je makromolekul molekulske težine od najmanje 440 kD (što zavisi od sadržaja gvožđa). Sastoji se od proteinske opne (apoferitin) sa 24 podjedinice, dok se u unutrašnjosti nalazi gvožđe koje sadrži u proseku približno 2.500 Fe3+ jona (feritin jetre i slezine). Normalne vrednosti feritina su za; muskarce; 30,0-400,0 ng/mL i žene 13,0-150,0 ng/mL.

## Značaj
Određivanje koncentracije feritina je metoda za utvrđivanje stanja metabolizma gvožđa. Određivanje njegove koncentracije pre početka terapije obezbeđuje reprezentativnu meru rezervi gvožđa u organizmu pacijenta. Ovom metodom, u veoma ranoj fazi, vrši se razlika u deponovanju feritina u retikloendotelijalnom sistemu (RES).
Klinički, prag vrednost feritina od 20 µg/L (ng/mL) pokazala se korisnom u otkrivanju prelatentnog nedostatka gvožđa. Ova vrednost je pouzdan pokazatelj ispražnjenih rezervi gvožđa koje mogu biti mobilisane za sintezu hemoglobina.
Latentni nedostatak gvožđa definiše se kao pad vrednost ispod 12 µg/L (ng/mL) praga feritina. Ove dve vrednosti, ne zahtevaju dalju laboratorijsku potvrdu, čak i kada je krvna slika morfološki još uvek normalna.
Ukoliko su snižene vrednosti feritina praćene i hipohromnom, mikrocitnom anemijom tada je prisutna i manifestni deficit gvožđa.
Kada je nivo feritina povišen a poremećaj u distribuciji može da se isključi, tada je manifestno preopterećenje gvožđem u telu. Tako se 400 µg/L (ng/mL) feritina koristi kao prag vrednost.
Povišene vrednosti feritina primećene su kod sledećih tumora: akutne leukemije, Hodžkinsova bolest i karcinomi pluća, debelog creva, jetre i prostate. Određivanje koncentracije feritina ima značaja i kod metastaza jetre.